# Matt Bellamy
Matthew James Bellamy (sinh ngày 9 tháng 6 năm 1978) là một ca sĩ, nhạc công kiêm nhạc sĩ người Anh. Anh nổi tiếng nhất nhờ vai trò giọng ca chính, cây guitar, dương cầm và sáng tác chính của ban nhạc rock Muse. Anh được nhiều người nhìn nhận là một người có cá tính lập dị trên sân khấu, quãng giọng tenor rộng và khả năng chơi cả dương cầm lẫn guitar.
Cùng Muse, Bellamy đã đoạt 2 giải Grammy cho Album rock xuất sắc nhất nhờ hai album là The Resistance (2009) và Drones (2015), 2 giải Brit (thắng hạng mục Nghệ sĩ Anh trình diễn nhạc sống xuất sắc nhất), 5 giải Âm nhạc châu Âu của MTV và 8 giải NME. Ban nhạc Muse của anh tiêu thụ hơn 20 triệu album trên toàn thế giới. Năm 2012, Muse còn nhận giải Ivor Novello cho Thành tựu quốc tế từ Học viện nhạc sĩ, nhà soạn nhạc và tác giả Vương quốc Liên hiệp Anh.

## Những năm đầu đời
Matthew James Bellamy sinh ngày 9 tháng 6 năm 1979 tại Cambridge, Cambridgeshire. Anh có một người anh trai tên Paul. Cha anh, ông George Bellamy là cây guitar rhythm của nhóm nhạc pop The Tornados ở thập niên 1960; họ là ban nhạc Anh đầu tiên có một ca khúc giành ngôi quán quân tại Hoa Kỳ với "Telstar". Mẹ anh, bà Marilyn sinh ra tại Belfast và chuyển đến Anh vào thập niên 1970. Trong ngày đầu đặt chân đến Anh, bà gặp gỡ cha của Bellamy, ông George lúc đó đang làm tài xế taxi ở Luân Đôn. Sau đó gia đình họ chuyển đến Cambridge rồi di cư đến Teignmouth, Devon. Sau khi cha mẹ ly dị, Matthew sinh sống cùng mẹ và anh trai. Anh bắt đầu chơi dương cầm lúc 6 tuổi và guitar lúc 11 tuổi. Buổi biểu diễn ca nhạc đầu tiên của anh đến vào tháng 6 năm 1991, năm anh 12 tuổi khi Matthew chơi dương cầm trước Đại học cộng đồng Teignmouth.

## Sự nghiệp

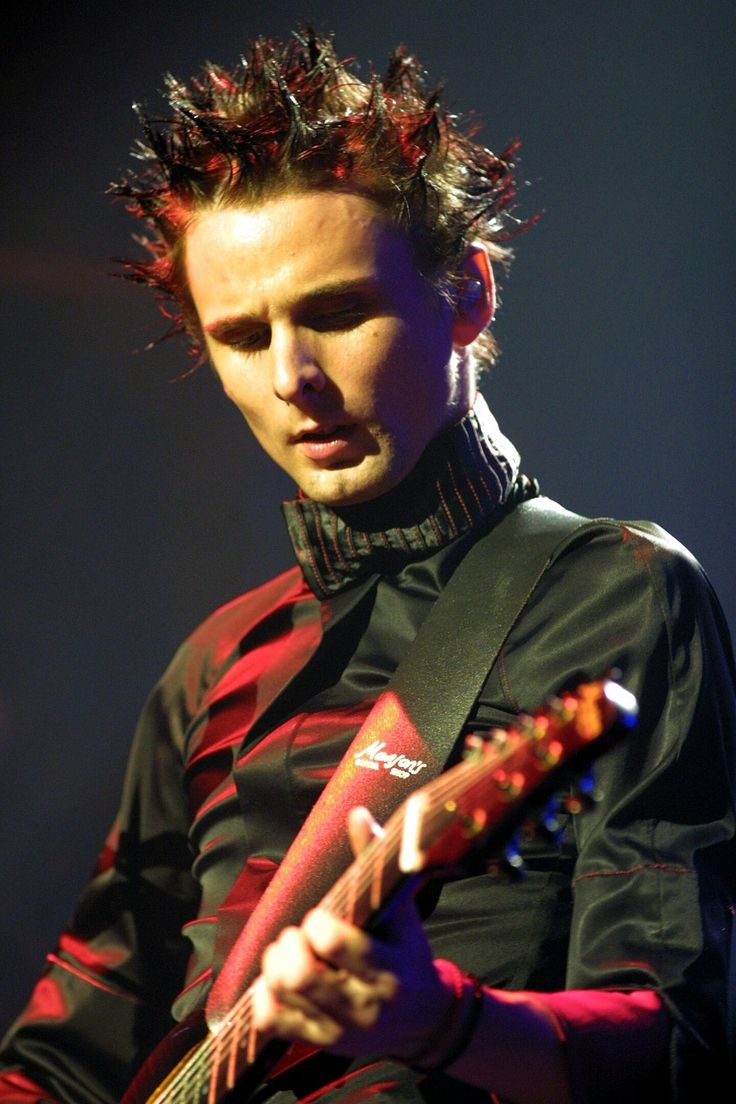
Bellamy biểu diễn năm 2001

Nguồn gốc cái tên Muse có thể xuất phát từ Teignmouth, Devon tại Trường cộng đồng Teignmouth, nơi Matthew từng chơi trong một số ban nhạc trong quá khứ như Carnage Mayhem và Gothic Plague với tay trống Dominic Howard. Khi các thành viên của Gothic Plague rời nhóm để hướng đến những sở thích khác, Bellamy và Howard liền mời Wolstenholme gia nhập. Năm 1994, với nghệ danh "Rocket Baby Dolls", bộ ba đã giành chiến thắng cuộc thi "Battle of the Bands" ở trường học, giúp cho họ nghiêm túc hơn với ban nhạc. Họ quyết định đổi tên nhóm thành một cái tên "chuyên nghiệp" hơn, và từ đó Muse ra đời. Đội hình hiện tại của nhóm từ đó đến nay gồm có Matt Bellamy, Chris Wolstenholme (guitar bass và hát đệm) và Dominic Howard (trống, bộ gõ). Muse nỗ lực xây dựng tên tuổi trong những năm đầu lập nhóm, để rồi hưởng thành quả sau này là thành công trên toàn cầu. Muse kết hợp nhiều phong cách nhạc như alternative rock, art rock, experimental rock, progressive rock, nhạc cổ điển, electronica và nhiều dòng nhạc khác nữa. Ban nhạc còn được nhiều người biết tới bởi những màn trình diễn giàu năng lượng và rực rỡ về mặt hình ảnh. Vào ngày 16-17 tháng 6 năm 2007, Muse trở thành ban nhạc đầu tiên bán sạch vé ở sân vận động Wembley mới khánh thành ở thời điểm đó tại Luân Đôn.
Muse cho ra mắt album đầu tay mang tên Showbiz vào năm 1999 với màn thể hiện chất giọng falsetto của Bellamy và phong cách alternative rock sầu muộn. Đến album thứ hai Origin of Symmetry (2001), nhóm làm đa dạng chất liệu âm thanh của mình khi kết hợp nhiều khí nhạc hơn và các ảnh hưởng từ dòng nhạc lãng mạn cổ điển, đồng thời tạo dựng danh tiếng với những buổi trình diễn nhạc sống giàu năng lượng. Album thứ 3, Absolution (2003) chứng kiến nhiều ảnh hưởng nhạc cổ điển hơn nữa, với dàn nhạc giao hưởng chơi trong bài "Butterflies and Hurricanes", đồng thời đánh dấu album đầu tiên nằm trong chuỗi 5 album quán quân liên tiếp ở Anh của nhóm.
Black Holes and Revelations kết hợp các yếu tố nhạc điện tử và pop ảnh hưởng bởi những nhóm nhạc ở thập niên 1980 như Depeche Mode, thể hiện trong các đĩa đơn như "Supermassive Black Hole". Album đem đến cho Muse nhiều thành công trên thị trường quốc tế hơn. The Resistance (2009) và The 2nd Law (2012) khai phá các chủ đề ách áp bức của chính phủ và khởi nghĩa quân sự, xây dựng Muse thành một trong những hạt nhân trên sân vận động của thế giới. Album thứ 7 mang tên Drones (2015) là một album chủ đề về máy bay chiến đấu không người lái và trở lại với âm thanh rock đặc hơn. Album thứ 8 có tựa Simulation Theory (2018) mang phong cách retro ở thập niên 1980, phát hành vào ngày 9 tháng 11 năm 2018.

## Chất liệu nhạc

Matt Bellamy chơi nhạc với thiết bị âm thanh tại (Royal Albert Hall 2018)

Dễ nhận thấy nhiều ca khúc của Muse được Bellamy dùng giọng vibrato, falsetto hoặc hát nhóm nốt cùng âm tiết ảnh hưởng bởi Jeff Buckley. Trong vai trò chơi guitar, Bellamy thường sử dụng hiệu ứng arpeggiator và pitch shift để tạo ra thứ âm thanh "mang hơi hướng điện tử", lấy cảm hứng từ Jimi Hendrix và Tom Morello. Cách chơi guitar của anh còn bị ảnh hưởng bởi nhạc latin và nhạc guitar Tây Ban Nha. Bellamy cho biết việc anh "học một số cách chơi guitar của Tây Ban Nha đã mở ra một thế giới hòa âm khác, tạo ra âm nhạc và một niềm đam mê khác", giọng ca miêu tả nó như "thứ âm nhạc rất nặng nhưng nó không có bàn đạp méo tiếng".
Trong vai trò nghệ sĩ dương cầm, Bellamy thường sử dụng arpeggio. Các sáng tác của Bellamy thường trích dẫn hoặc mang hàm ý đến các nhà soạn nhạc thời kì lãng mạn và hậu cổ điển như Sergei Rachmaninov (trong "Space Dementia" và "Butterflies and Hurricanes"), Camille Saint-Saëns (trong "I Belong to You (Mon Coeur S'ouvre À Ta Voix)") và Frédéric Chopin (trong "United States of Eurasia"). Ca từ của Bellamy thường kết hợp cả chủ đề chính trị lẫn phản địa đàng. Những cuốn sách tạo nên ảnh hưởng đến những chủ đề ca từ trong các bài hát mà anh sáng tác gồm có 1984 của George Orwell, Confessions of an Economic Hitman của John Perkins, Hyperspace của Michio Kaku, The 12th Planet của Zecharia Sitchin và Trance Formation of America của Cathy O'Brien.

## Tôn vinh

Chân dung Matt Bellamy trên tạp chí Total Guitar, số ra vào tháng 1 năm 2010.

Bellamy đứng thứ 19 trong danh sách 50 cây guitar vĩ đại nhất của Gigwise. Các độc giả của Total Guitar còn bình chọn anh ở hạng 29 trong danh sách 100 cầm thủ guitar vĩ đại nhất mọi thời đại. Đoạn riff trong bài "Plug In Baby" của Bellamy xếp hạng 13 trong cuộc bầu chọn Top 100 đoạn riff hay nhất mọi thời đại của Total Guitar.
Vào tháng 4 năm 2005, tạp chí Kerrang! đã liệt anh ở vị trí thứ 28 trong cuộc bình chọn "50 người hấp dẫn nhất làng nhạc rock". Cosmopolitan cũng lựa chọn anh là rocker hấp dẫn nhất vào năm 2003 và 2004. Tạp chí NME bình chọn anh là vị anh hùng rock and roll vĩ đại thứ 14, xếp trên cả John Lennon và Bob Dylan. Bellamy còn giành danh hiệu Sexiest Male Award (Nhân vật nam quyến rũ nhất) tại lễ trao giải NME Awards 2007. Anh tiếp tục đoạt giải này vào các năm 2009, 2010, 2011, 2013 và 2014. Tuy nhiên, anh miêu tả bản thân mình "quá thấp để trở nên hấp dẫn" (anh chỉ cao 1m70) và cho rằng giải thưởng nên được trao cho Dom Howard, tay trống của Muse. Nhạc sĩ này còn đoạt giải "Anh hùng của năm" tại NME Awards 2012.
Ngày 26 tháng 9 năm 2008, Đại học Plymouth đã trao cho các thành viên của Muse một tấm bằng tiến sĩ danh dự vì những cống hiến của họ trong âm nhạc. Trong ấn phẩm tháng 1 năm 2010 của Total Guitar, Bellamy đã được vinh danh là cầm thủ guitar của thập kỉ và được ví như "hiện thân của Hendrix trong thế hệ của mình". Trong Sách Kỷ lục Guinness năm 2010, Bellamy được ghi danh là người sở hữu kỉ lục đập nát nhiều guitar nhất trong 1 chuyến lưu diễn; kỉ lục của anh – 140 cây guitar đã được thiết lập trong Absolution Tour. Guinness cũng ghi nhận chuyến lưu diễn Origin of Symmetry năm 2001 với 140 guitar bị đập nát. Vào tháng 4 năm 2010, anh được vinh danh ở vị trí thứ 8 trong những giọng ca chính vĩ đại nhất mọi thời đại bởi độc giả tạp chí Q. Vào tháng 12 năm 2010, độc giả của MusicRadar đã bình chọn Bellamy là Giọng ca chính vĩ đại nhất mọi thời đại ở vị trí thứ 9. Vào năm 2010, một cuộc khảo sát của đài phát thanh BBC đã tôn vinh Matt Bellamy là cầm thủ guitar xuất sắc thứ 3 trong vòng 30 năm trở lại qua. Bellamy cũng đã xuất hiện như một nhân vật trong game Guitar Hero 5, cùng với bài hát "Plug In Baby" của Muse.